# Palokka-Puuppola
Palokka-Puuppola est un  district de Jyväskylä en Finlande.

## Description
Palokka-Puuppola comprend les quartiers suivants: Palokka, Mannisenmäki, Rippalanmäki, Haukkamäki, Kirri, Heikkilä, Pappilanvuori, Hiekkapohja, Matinmäki, Jylhänperä, Puuppola, Saarenmaa et Vertaala.

## Lieux et monuments

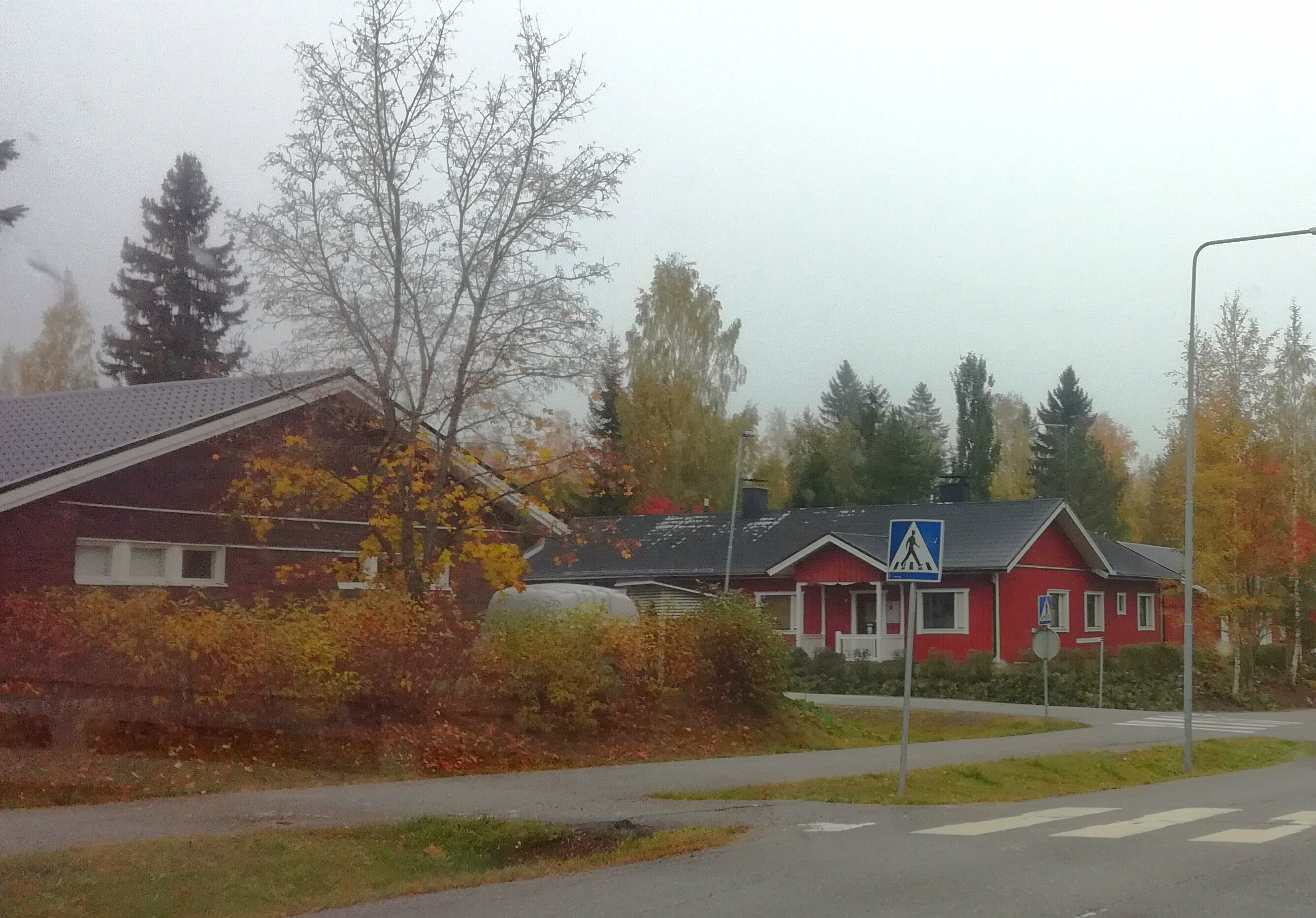
Quartier de Kirri.
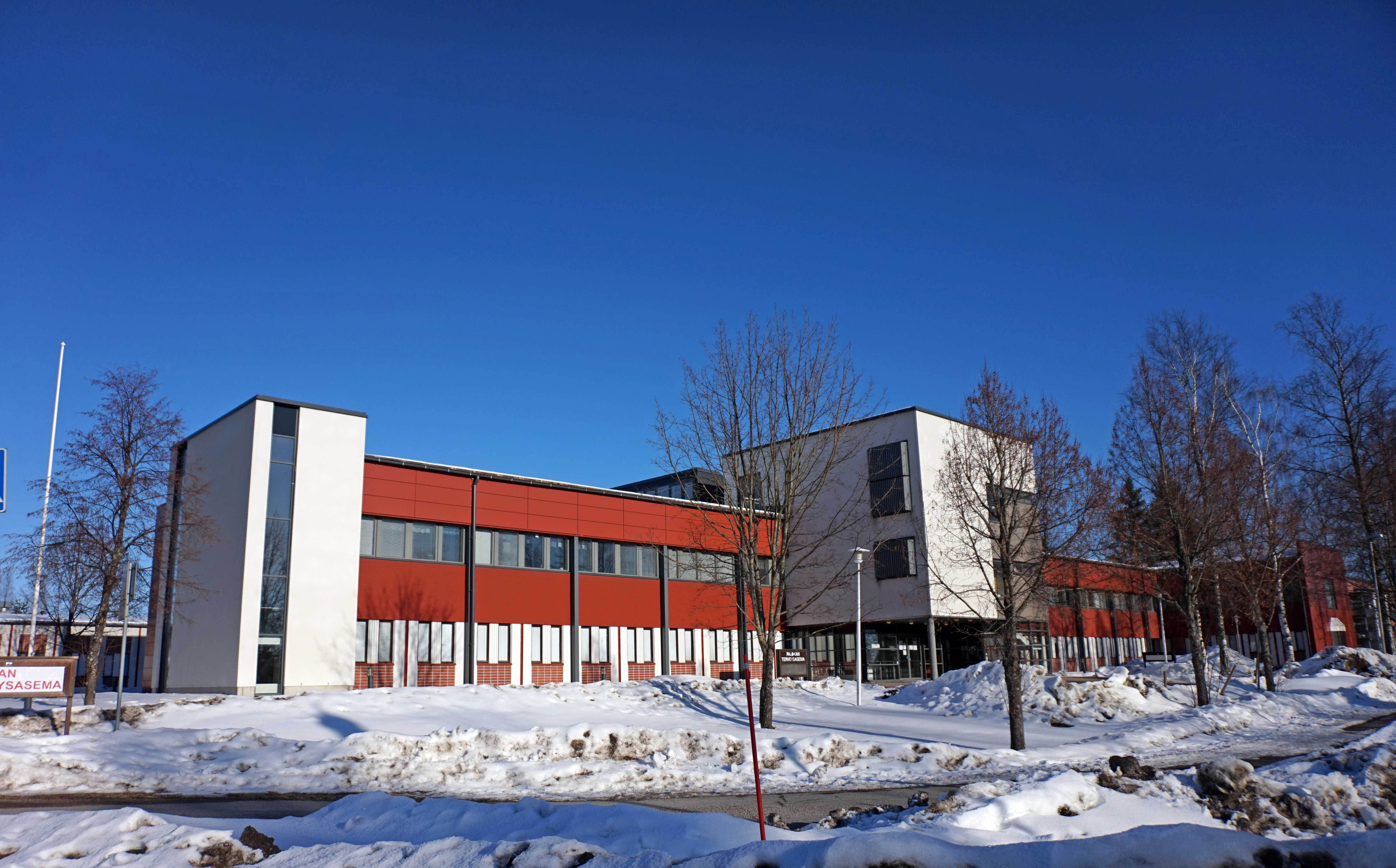
Centre de sante de Palokka.

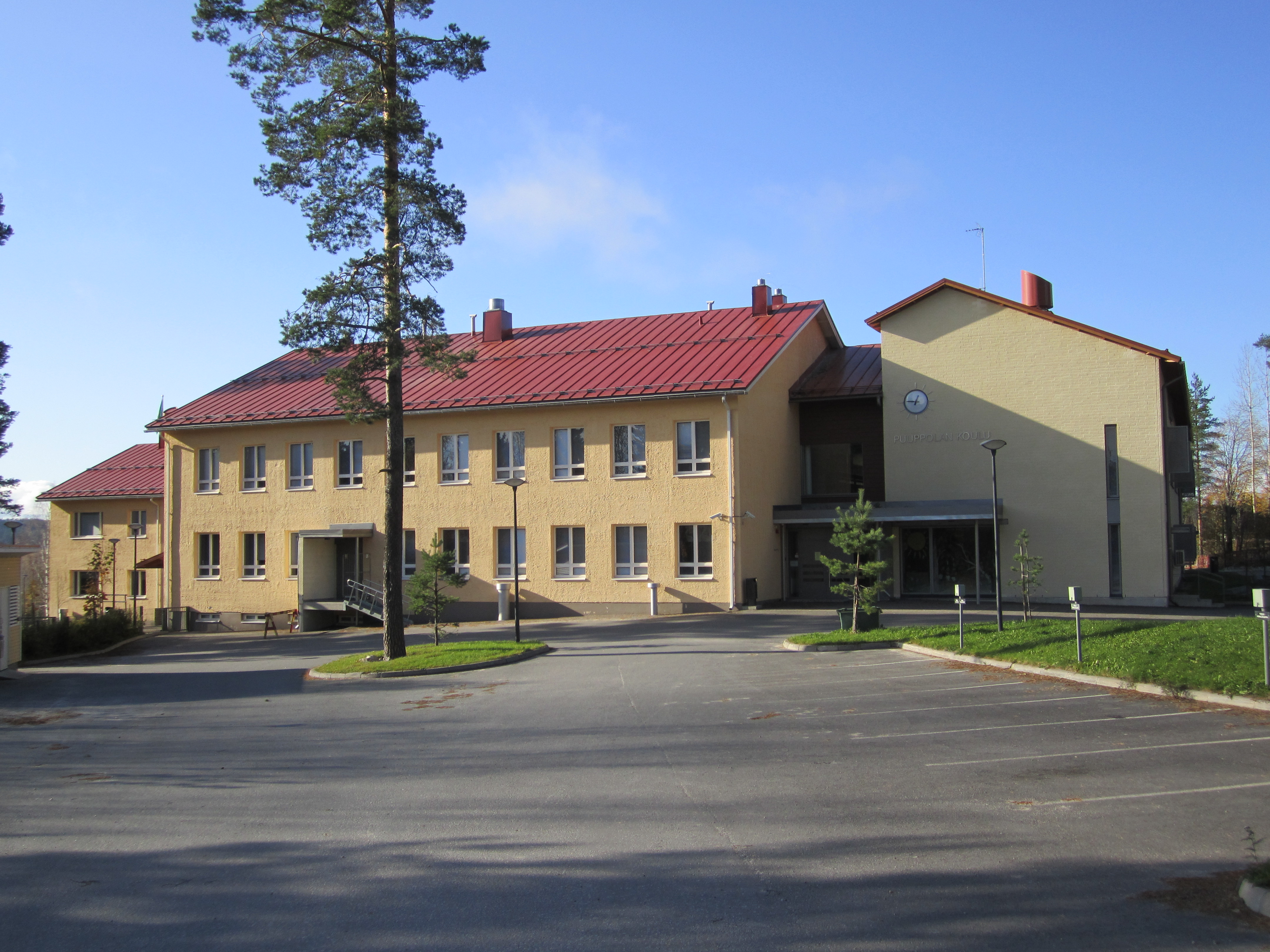
École de Puuppola.
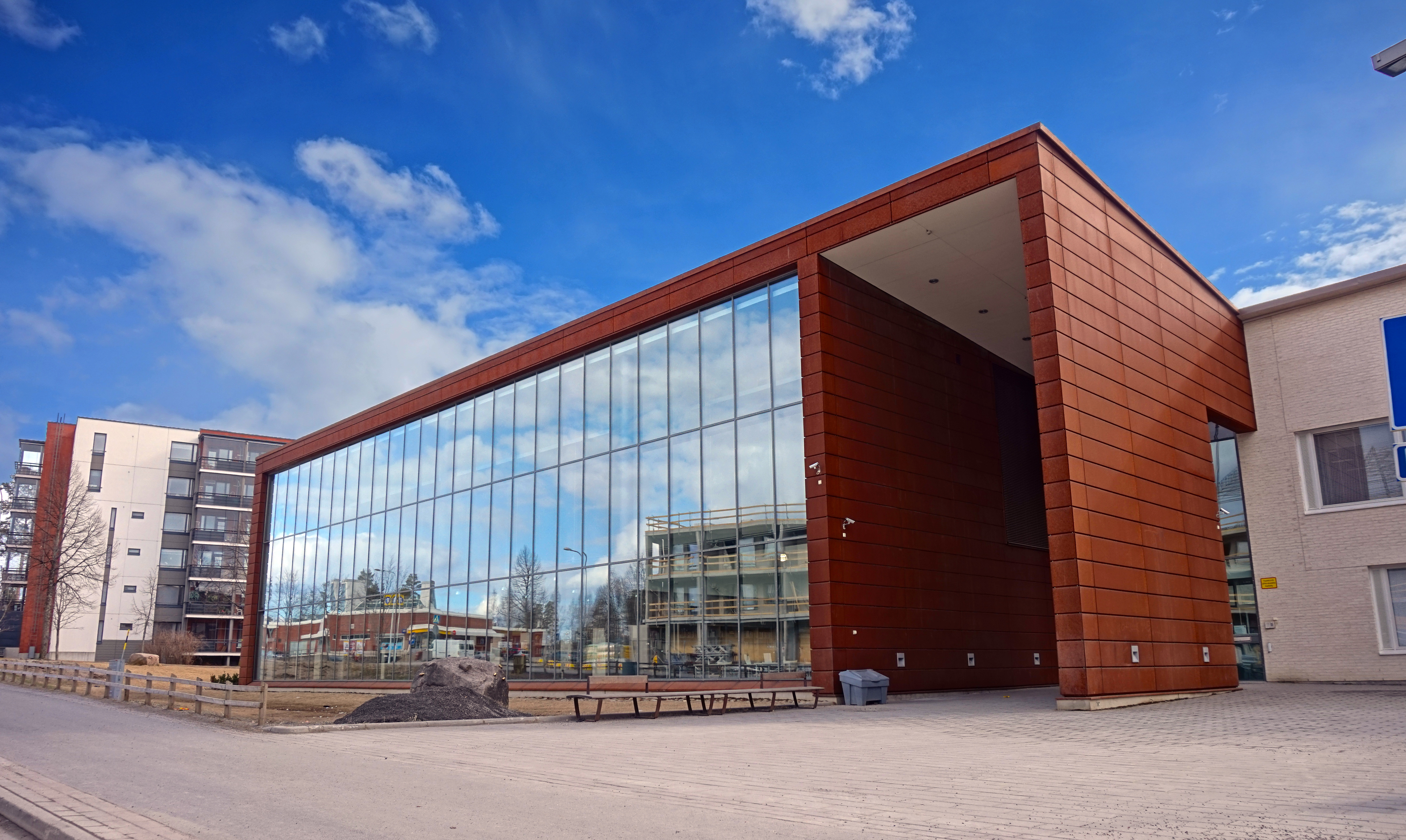
Bibliothèque de Palokka.